# Forno a microonde

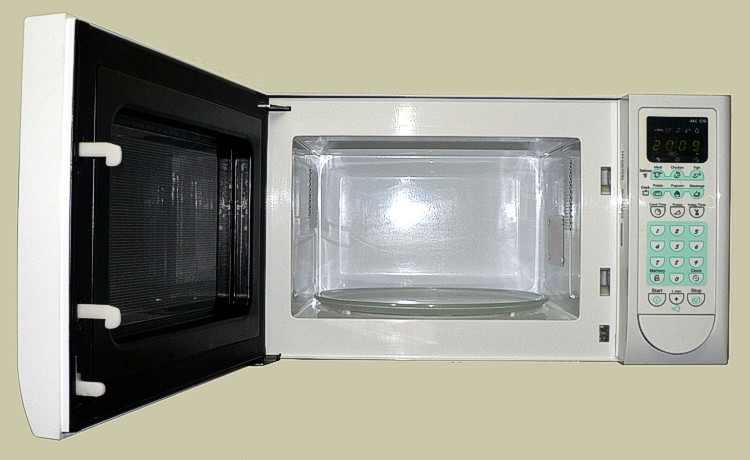
Un tipico forno a microonde domestico

Il forno a microonde (spesso chiamato semplicemente microonde) è un elettrodomestico impiegato in cucina per riscaldare e cuocere il cibo attraverso l'utilizzo di microonde (che sono radiazioni elettromagnetiche con frequenza maggiore delle frequenze delle onde radio e minore delle frequenze della radiazione infrarossa).

## Storia

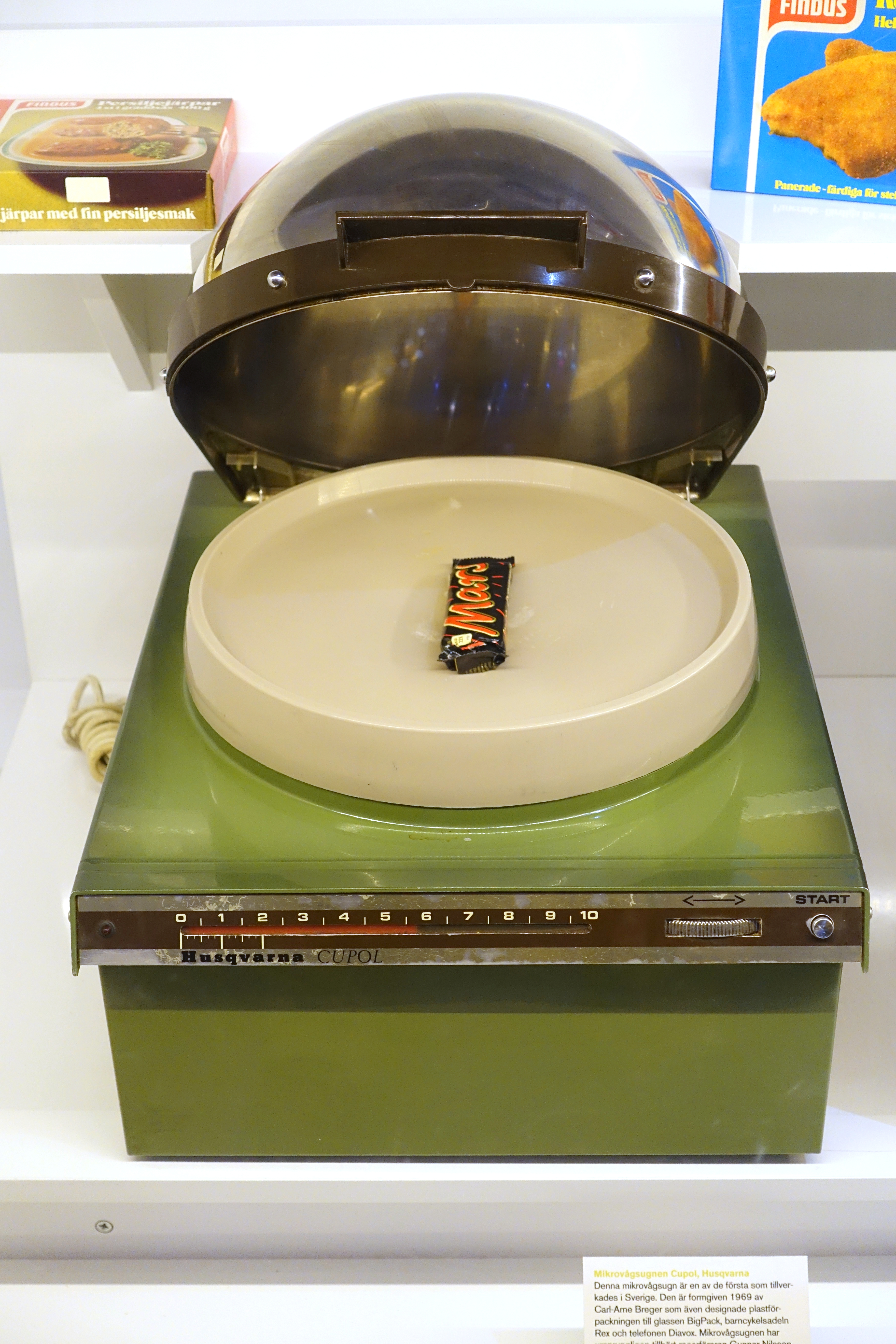
Forno a microonde "Micro Cupol", progettato nel 1969 da Carl-Arne Breger

La possibilità di riscaldare e cuocere gli alimenti con le microonde fu scoperta per caso negli Stati Uniti d'America nel 1945 da Percy Spencer, dipendente della Raytheon che realizzava magnetron per apparati radar; un giorno, mentre lavorava in prossimità di un magnetron in funzione, egli notò che una barretta di cioccolato che teneva in tasca si era sciolta.
Detentore di 120 brevetti, Spencer intuì immediatamente cosa fosse accaduto. Il primo cibo che provò intenzionalmente a cuocere fu il pop corn; in seguito provò con un uovo, che però esplose finendo in faccia a uno degli sperimentatori.
Nel 1946 la Raytheon brevettò il processo di cottura a microonde e nel 1947 realizzò il primo apparato destinato alla commercializzazione, chiamato Radarange. Era alto 1,8 m, pesava 340 kg, aveva un sistema di raffreddamento ad acqua e produceva microonde con una potenza di 3 kW, che è da 2 a 4 volte la potenza dei forni domestici attuali.
Il successo fu notevole e per espandere il mercato la Raytheon acquistò la Amana, produttrice di elettrodomestici dell'Iowa.
Negli anni sessanta la holding Litton Industries acquistò da Studebaker gli stabilimenti Franklin Manufacturing per la produzione di magnetron e forni a microonde simili al Radarange.
La Litton sviluppò quindi la configurazione ancora comune nei moderni forni domestici, anche se il nome fu noto soprattutto nell'ambito della ristorazione professionale.
L'alimentazione del magnetron fu modificata in modo che questo potesse resistere indefinitamente a un funzionamento senza carico. Il nuovo prodotto fu esposto in una fiera commerciale a Chicago, evento che aprì la strada alla sua grande diffusione in tutte le cucine domestiche (inizialmente soprattutto negli Stati Uniti).
In seguito, diverse altre aziende entrarono sul mercato: per diverso tempo si trattava di appaltatori del Dipartimento della difesa, che avevano sviluppato esperienza con i magnetron.
Negli anni settanta la tecnologia si era evoluta a sufficienza e i prezzi iniziarono a scendere rapidamente.
Le microonde, che prima erano relegate ad applicazioni industriali, si diffusero nelle cucine, favorite anche dal crollo dei prezzi dei microprocessori che, incorporati in tutti i forni a microonde, ne semplificavano l'utilizzo.
Si stimò che circa il 95% delle famiglie statunitensi abbia avuto un forno a microonde.
In Italia il forno a microonde iniziò a diffondersi piuttosto tardi, anche per via di vari pregiudizi contro questa tecnologia. I forni a microonde in Italia iniziarono a essere pubblicizzati negli anni ottanta (i primi apparecchi di produzione italiana vennero realizzati dall'azienda Candy a partire dal 1984), ma fu solo agli inizi degli anni duemila che iniziarono ad avere una diffusione di massa e ad essere considerati validi non solo per scaldare o scongelare i cibi, ma anche per cuocerli.
Tale larga diffusione è stata molto agevolata dall'abbattimento dei costi per i modelli più semplici, dalle varie migliorie e funzioni aggiunte nel tempo ai modelli più evoluti, e dal diminuire dei pregiudizi su questa tecnologia (anche grazie a pubblicazioni e trasmissioni televisive).

## Descrizione e funzionamento

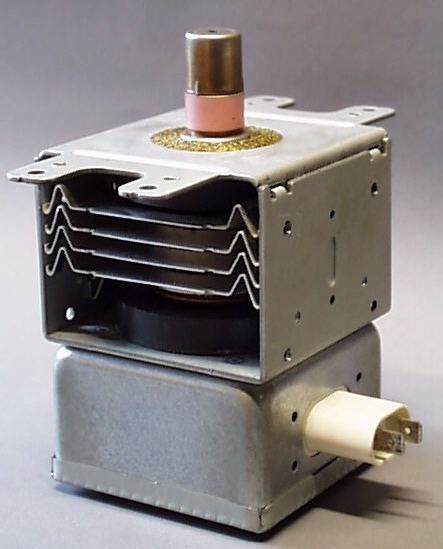
Un magnetron

Un comune forno a microonde consiste delle parti seguenti:
- un magnetron;
- un circuito elettronico di controllo e alimentazione del magnetron;
- una guida d'onda;
- una camera (o tecnicamente cavità) di cottura;
- una rete metallica (sullo sportello).

Il magnetron genera un'onda elettromagnetica con uno spettro di emissione incentrato sulla frequenza di 2,45 GHz (lunghezza d'onda di 12 cm), nell'intervallo delle microonde, con potenza solitamente compresa tra 100 W e 900 W, che la guida d'onda invia alla camera di cottura.
L'acqua, i grassi, e i carboidrati contenuti nel cibo assorbono l'energia delle microonde in un processo chiamato "riscaldamento dielettrico": le molecole sono in generale dipoli elettrici, ovvero hanno una estremità con carica elettrica positiva e un'altra con carica negativa; sono per questo sensibili al campo elettrico (alternato), che, cambiando continuamente il suo verso, induce le molecole a modificare ripetutamente il loro orientamento in base alla frequenza del campo. Il trasferimento di energia è possibile quando la radiazione ha un'energia pari alla differenza tra due livelli rotazionali delle molecole. Le molecole eccitate trasferiscono il moto al resto della sostanza attraverso urti, ottenendone così il riscaldamento. Le microonde sono assorbite con più efficienza dalle molecole di acqua allo stato liquido, ma in misura minore anche da grassi e zuccheri.
La camera di cottura è sostanzialmente una gabbia di Faraday che impedisce la fuoriuscita di microonde. Il portello del forno è provvisto di un vetro e di uno strato di rete metallica fine che funge da schermo elettromagnetico. Poiché la larghezza delle maglie, dell'ordine dei millimetri, è di molto inferiore alla lunghezza d'onda delle microonde, la radiazione non può attraversare la rete, a differenza della luce, la cui lunghezza d'onda è molto più piccola della dimensione delle maglie; in questo modo è possibile osservare il cibo in cottura all'interno del forno senza venire esposti alle microonde. Il meccanismo di chiusura del portello prevede appositi interruttori che interrompono istantaneamente il funzionamento se il forno viene aperto mentre è acceso, evitando la fuoriuscita di microonde.

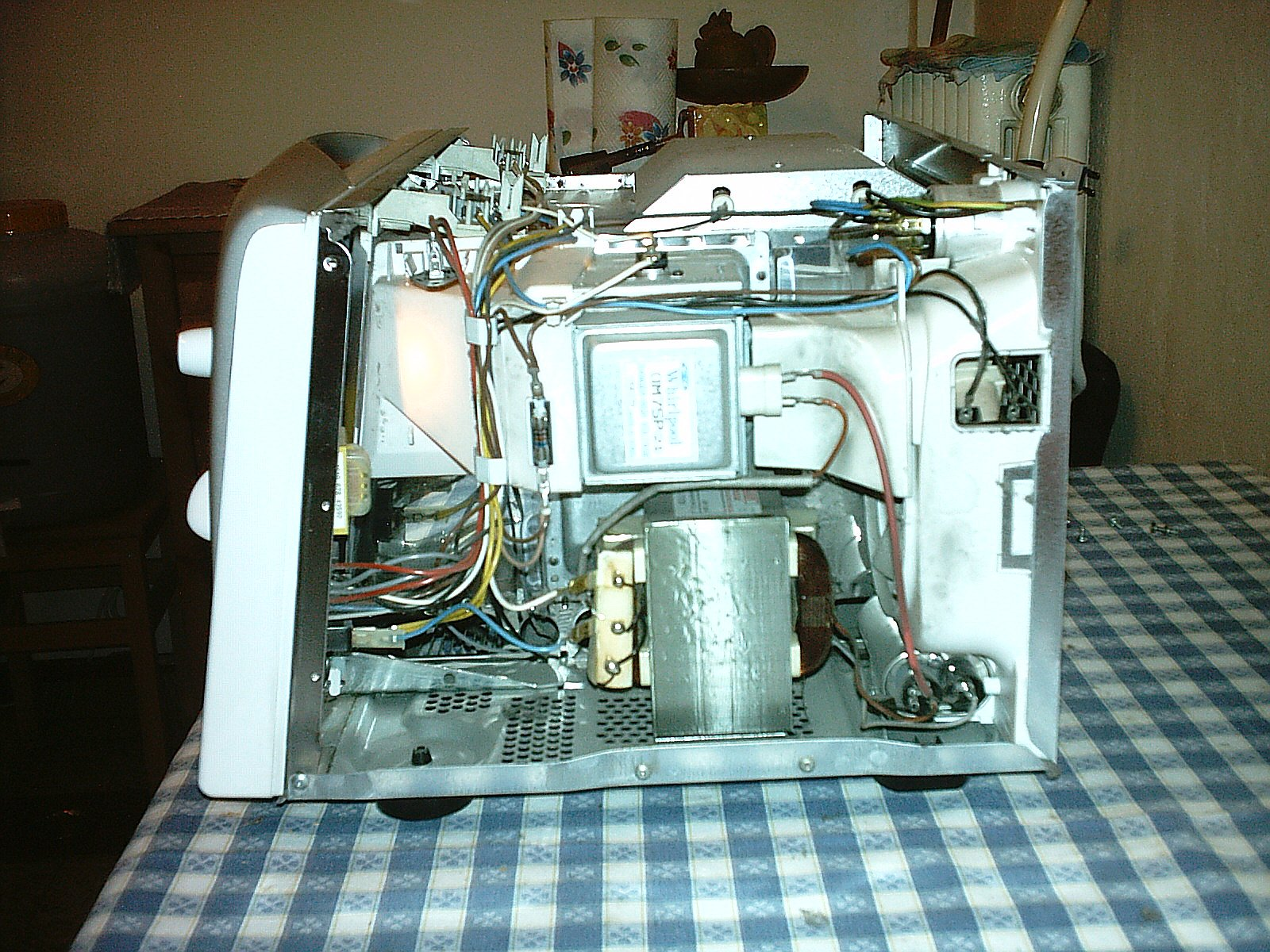
Forno a microonde aperto: si vede il trasformatore in basso e il magnetron (coperto da una calotta metallica di schermo) immediatamente sopra.

Il magnetron deve essere alimentato con una tensione in corrente continua di diverse migliaia di volt.
Questa tensione viene prodotta a partire dalla tensione alternata della rete elettrica per mezzo di un trasformatore seguito da un raddrizzatore e da un condensatore. Un relè o un triac accendono e spengono il sistema su comando del microprocessore, che gestisce i tempi di funzionamento in base ai parametri impostati dall'utente con gli appositi comandi.
Sebbene i forni prevedano la regolazione della potenza di cottura, il magnetron viene fatto funzionare sempre a pieno regime per mantenere al massimo l'efficienza; la modulazione della potenza viene ottenuta accendendo e spegnendo il magnetron per intervalli di tempo opportuni e regolando la durata di tali intervalli, secondo una tecnica chiamata modulazione di larghezza d'impulso (nota anche come PWM, acronimo dell'inglese Pulse Width Modulation). Per ottenere, ad esempio, una potenza pari alla metà di quella massima, il magnetron viene alternativamente acceso e spento per intervalli di tempo uguali tra loro, per tutta la durata della cottura.
Considerando costante l'energia irradiata dal magnetron, vi è un rapporto di proporzionalità diretta fra la massa da riscaldare e il tempo necessario; questo vuol dire che, a parità di energia usata, se si raddoppia la quantità di cibo inserita nel forno si impiegherà il doppio del tempo per ottenere il riscaldamento voluto, oppure che a parità di energia e di tempo il doppio del cibo si scalderà la metà.

## Vantaggi e limiti in cucina
Nonostante l'analogia suggerita dal nome, questo metodo di riscaldamento e cottura dei cibi è del tutto diverso rispetto a quello di un forno convenzionale: in un normale forno il calore si trasmette per irraggiamento e per conduzione, in una direzione che dagli strati più esterni va a quelli più interni; con l'irraggiamento a microonde, invece, può succedere che, nel caso di cibi il cui interno sia molto ricco di acqua (molecola polare) o ioni, l'interno stesso si riscalderà in modo più veloce rispetto allo strato esterno più secco e asciutto, che, per questo motivo, assorbe meno radiazione a microonde.
Il principale vantaggio del forno a microonde rispetto ai sistemi di cottura tradizionali risiede nella grande rapidità, dovuta all'efficiente trasferimento di energia. L'energia, infatti, viene inviata direttamente nell'interno del cibo, trasportata dalle microonde, mentre l'aria interna al forno, il contenitore del cibo e le pareti del forno non vengono riscaldati direttamente ma si riscaldano soltanto quando il cibo, divenuto caldo, li riscalda a loro volta per scambio termico, a differenza di quanto avviene in un forno elettrico semplice o in uno a gas.
Un altro vantaggio è quello di poter usare contenitori di plastica usa e getta, purché realizzati con un materiale plastico idoneo, del tutto trasparente alle microonde (oltre che, naturalmente, adatto all'uso alimentare).
Uno svantaggio è invece quello relativo al fatto che il riscaldamento non è omogeneo ma si concentra in particolari zone, quelle che assorbono al meglio l'energia delle microonde. Tale problema viene in parte risolto facendo ruotare il piatto su cui si trova il cibo durante la cottura tramite una guida con motorino elettrico. Un buon accorgimento è quello di posizionare la pietanza non al centro del piatto rotante ma da un lato. Per risolvere questa problematica, alcune aziende hanno dotato alcuni modelli di un sistema a più aperture per far fuoriuscire le microonde, garantendone una distribuzione omogenea in tutto il vano cottura.
Un limite per i primi forni, che portava molti esperti di cucina a considerare il forno a microonde di scarsa utilità, era quello di cuocere a temperatura relativamente bassa, non idonea per i tipici prodotti da forno come torte, arrosti dorati e altri cibi che richiedano la reazione di Maillard. Questo limite fu superato abbinando alle microonde un sistema a raggi infrarossi, il cosiddetto grill, il quale emette calore tramite irraggiamento per dorare la superficie dei cibi e conferire maggiore sapore. Forni di questo tipo sono detti combinati. Dalla penultima generazione in avanti, molti forni dispongono di un'ulteriore funzione, conosciuta come crisp (dal nome commerciale attribuito alla funzione da un noto produttore, ma con altri nomi la funzione è comunque presente in tutte le marche), la quale, in unione al grill e alle microonde, migliora nettamente la cottura di particolari piatti; parte dell'energia emessa come raggi infrarossi viene assorbita da una speciale teglia estraibile in alluminio antiaderente che contiene la pietanza, distribuendo così il calore in modo uniforme; grazie proprio a questo contatto diretto con la speciale teglia, la pietanza viene dorata anche sul fondo. La combinazione di questi tre modi di riscaldamento garantisce una cottura paragonabile a quella del forno tradizionale.
La temperatura di cottura è un problema rilevante anche per quanto riguarda il riscaldamento a microonde di cibo cotto in precedenza, che è sicuro solamente se si è certi della conservazione dell'alimento dalla prima cottura in poi, in quanto, proprio a causa delle basse temperature, i batteri potrebbero non essere eliminati completamente e causare infezioni alimentari.
L'ultima generazione di questi apparecchi prevede anche l'azione tipica di un forno tradizionale ventilato o statico, con riscaldamento mediante resistenze elettriche, che può essere abbinata o meno alle microonde e al grill. Questi apparecchi di fascia alta, particolarmente versatili, sono in grado quindi di sostituire completamente il forno tradizionale sia per quanto riguarda i risultati di cottura, sia per quanto riguarda i tipi di cibo che vi si possono inserire, mantenendo (in tutti i casi ove è possibile l'abbinamento) anche i vantaggi e i tempi ridotti tipici della cottura a microonde.
Alcuni cibi normalmente non possono essere cotti nel microonde, come le uova, che se inserite intere esplodono, in quanto la piccola quantità d'acqua contenuta al loro interno evapora e il vapore, che occupa più spazio del liquido, causa un aumento della pressione interna che provoca la rottura improvvisa del guscio; per questo stesso motivo i contenitori a chiusura ermetica non possono essere usati nei forni a microonde e le pietanze "ermeticamente chiuse", come patate e mele, vanno forate prima di essere introdotte nel forno a microonde, per permettere la fuoriuscita del vapore durante la cottura.
La tecnologia ha tuttavia rimediato al problema delle uova che esplodono, progettando particolari contenitori a doppia camera che, in pratica, realizzano una cottura a vapore: le microonde riscaldano l'acqua nella camera inferiore che sale in forma di vapore nella camera superiore contenente le uova. Le onde quindi non possono raggiungere direttamente le uova, perché la camera superiore è in metallo e comunica con quella inferiore solo attraverso piccoli fori. Sempre riguardo alla cottura a vapore, alcuni forni di fascia alta dispongono di una vaporiera che permette di cuocere cibi come pesce o verdure abbinando le microonde e il vapore; il forno stesso in base ad un sensore di umidità rileva quando l'acqua della vaporiera (grazie alle microonde) ha raggiunto l'ebollizione e da quel momento fa partire il timer della cottura a vapore vera e propria del cibo. Come per la normale cottura a microonde, questo tipo di cottura permette, in pochissimi minuti, di cuocere senza l'uso di grassi o condimenti e mantenendo gran parte del sapore e delle proprietà naturali dei cibi.
Il forno a microonde si presta ottimamente anche per il riscaldamento e la cottura di liquidi e per scongelare i cibi. Nei forni di migliore qualità un microprocessore permette di impostare il peso dell'alimento per determinare automaticamente il tempo di scongelamento.

## Rendimento
In un forno a microonde non tutta l'energia elettrica assorbita è convertita in microonde. Un tipico apparecchio per uso domestico, per produrre 700 W di microonde, deve assorbire circa 1100 W.
I rimanenti 400 W sono dissipati come calore dai componenti del forno, soprattutto dal magnetron, che è raffreddato da una ventola (dalla quale ha origine il caratteristico rumore prodotto dai forni a microonde in funzione).
Altri consumi collaterali sono dovuti alla lampadina di illuminazione del forno, al trasformatore di alimentazione, alla ventola di raffreddamento, al motore del piano rotante ed all'alimentazione dei vari circuiti di controllo.
Quasi tutto il calore prodotto da questi elementi viene espulso all'esterno come aria calda e non contribuisce alla cottura.
Di norma, l'energia delle microonde viene tutta assorbita dai cibi in cottura. Se la camera di cottura è vuota o contiene troppo poco cibo l'energia ritorna al magnetron, che può surriscaldarsi o danneggiarsi e costituire un possibile principio di incendio. Per questo motivo si deve evitare di accendere il forno a vuoto o senza averlo riempito adeguatamente.

## Sicurezza

### Cottura insufficiente
Nel forno a microonde il cibo viene riscaldato con temperature e tempi molto inferiori a quelli necessari per riscaldare lo stesso cibo allo stesso modo in un forno tradizionale; oltretutto, nei forni più vecchi, il riscaldamento non è uniforme.
La cottura disomogenea è dovuta soprattutto alla distribuzione eterogenea delle microonde all'interno della camera di cottura, ma anche alla differente capacità di assorbimento delle diverse parti del cibo.
Come già accennato, il primo problema viene affrontato con l'uso di piatti rotanti e riflettori che distribuiscono più uniformemente l'energia. Molti forni di nuova generazione possiedono dei dispositivi che distribuiscono le microonde in modo più uniforme all'interno della camera di cottura.
Il secondo problema deve essere gestito dall'utente, che deve disporre il cibo in modo opportuno e verificare periodicamente lo stato e l'uniformità della cottura.

### Pericoli immediati

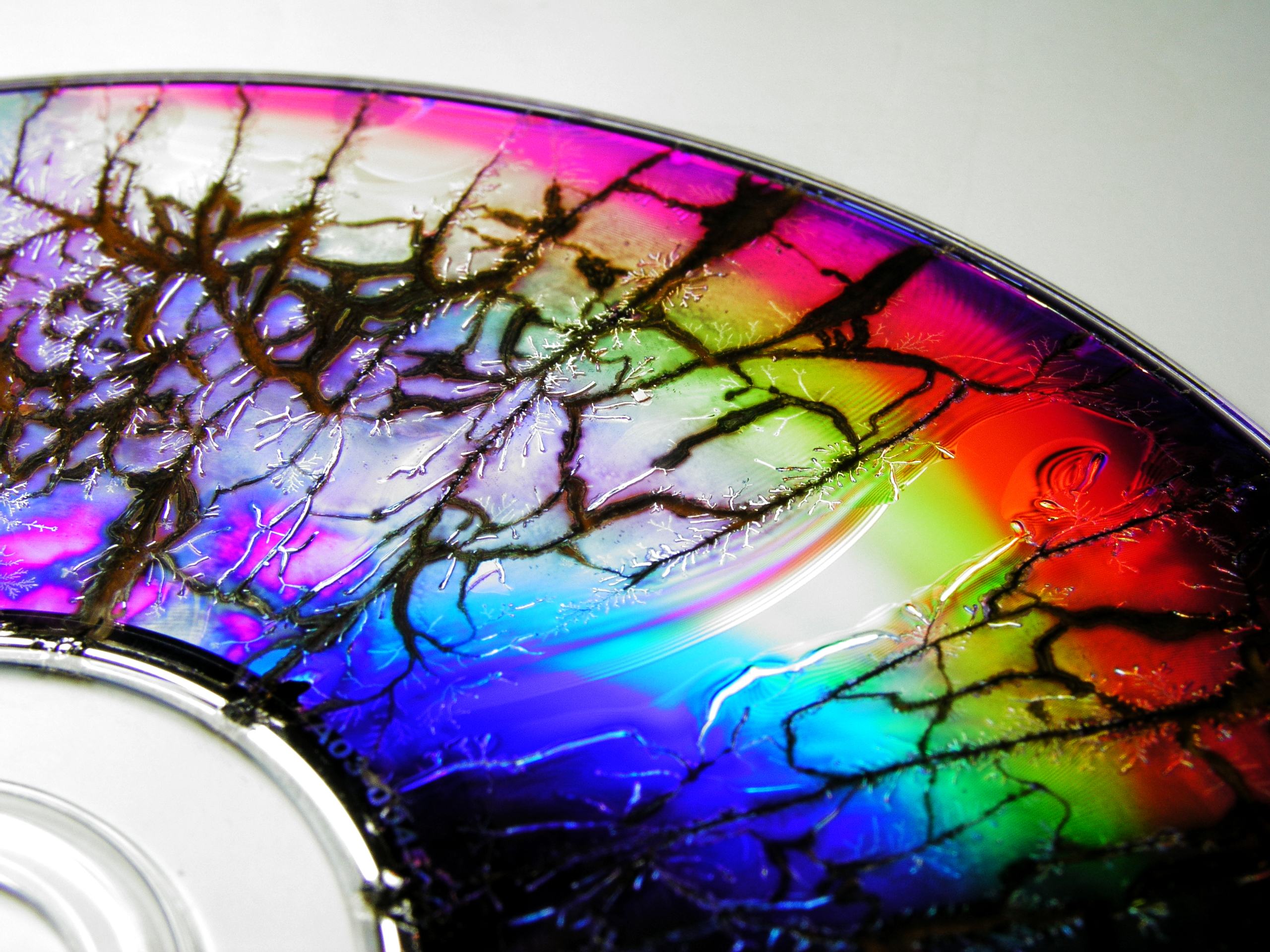
DVD esposto a microonde

I liquidi riscaldati al microonde in contenitori dalle pareti lisce possono raggiungere lo stato di sovraebollizione, ovvero una condizione in cui la temperatura è superiore al punto di ebollizione ma la sostanza rimane liquida in quanto si trova in quiete.
Quando il liquido viene in qualche modo perturbato, per esempio muovendosi quando il contenitore viene preso per estrarlo dal forno, l'ebollizione può iniziare in modo improvviso ed esplosivo e può essere causa di gravi ustioni.
In caso di cottura prolungata in contenitori con fondo e coperchio, all'interno del contenitore può accumularsi vapore ad alta temperatura, che può provocare ustioni in caso di apertura immediata del coperchio e se aperto nella propria direzione.
Come già detto, gli alimenti ed i contenitori a chiusura ermetica, così come le uova, quando riscaldati nel microonde, rischiano di esplodere a causa della pressione del vapore che si produce all'interno, se tale vapore non ha modo di essere espulso.
Diversi materiali e alimenti, se riscaldati troppo a lungo, possono carbonizzare e prendere fuoco.
Fogli di alluminio, stoviglie in ceramica decorate con metalli e oggetti contenenti metalli possono produrre scintille se esposti alle microonde, soprattutto in presenza di irregolarità della superficie (ad esempio, fogli di alluminio che presentano pieghe e accartocciamenti). Il metallo può fondere e contaminare il cibo e si possono generare vapori tossici dai materiali investiti dalla scarica.
Altri involucri commerciali, ad esempio buste di carta accoppiata a fogli d'alluminio (generalmente usati per trattenere il calore dei cibi venduti già cotti nei negozi e supermercati alimentari) sono estremamente pericolosi a causa della apparente innocuità della carta, che al contrario potrebbe prendere fuoco in conseguenza dell'effetto delle microonde sull'alluminio, che tende a scintillare e quindi ad incendiare la parte esterna della busta stessa.
Sotto l'effetto delle microonde, i dischi ottici in policarbonato si danneggiano formando sulla superficie una serie di motivi circolari ed emettono fumi tossici.
Porre nel microonde oggetti in metallo solido, ad esempio posate, è sicuro solo se sono presenti anche cibo o acqua per assorbire le microonde riflesse dall'oggetto. Alcuni forni prevedono, tra gli accessori, dei piani in metallo. L'utilizzo di metallo solido nei forni a microonde è comunque in genere sconsigliato a causa della difficoltà di discriminare i casi pericolosi da quelli sicuri.

### Pericoli del fai-da-te
Tra tutti gli elettrodomestici, il forno a microonde è quello che presenta il maggior numero di pericoli; l'apertura e ogni tentativo di riparazione in proprio sono assolutamente da evitare se non si possiedono le conoscenze, le qualifiche e le competenze necessarie.
Le fonti di pericolo sono principalmente due:
- La presenza di un grosso condensatore che potrebbe mantenere una carica elettrica ad alta tensione in quantità letale anche quando l'apparecchio non viene usato da giorni, se non è dotato di un resistore di scarica ai suoi capi. Di norma, nel momento in cui il forno viene spento e scollegato dalla rete elettrica, questa energia si scarica sul magnetron in una frazione di secondo, ma ciò non è sempre certo, soprattutto nel caso di apparecchi guasti.
- L'emissione di microonde all'esterno dell'apparecchio, che può essere causa di ustioni e opacizzazione del cristallino, con conseguente formazione di cataratta e cecità. Normalmente, come già spiegato, il portello del forno incorpora speciali interruttori che interrompono immediatamente il funzionamento dell'apparecchio in caso di apertura. Questi dispositivi non devono mai essere esclusi o manomessi per nessun motivo e il forno non deve essere assolutamente utilizzato se gli interruttori di sicurezza, il portello di chiusura ed il pannello protettivo non sono perfettamente integri ed efficienti.

## Compatibilità elettromagnetica
Con la sempre maggiore diffusione delle reti wireless, che operano nel campo delle microonde a frequenze vicine a quelle usate nei forni, crescono le preoccupazioni per le interferenze che possono essere causate da questi apparecchi.

Se da un lato è dimostrato che queste interferenza hanno scarsi effetti sulle comunicazione Wi-Fi (quelle utilizzate dai computer), è stato altresì dimostrato che un forno a microonde può effettivamente disturbare le trasmissioni di alcuni apparecchi.

Un esempio immediato sono i ripetitori di segnali televisivi che si utilizzano per trasmettere un segnale televisivo da una stanza all'altra.

Se si utilizza un apparecchio di questo tipo in una cucina, può capitare di osservare un forte disturbo sull'immagine trasmessa dalla TV se nel raggio di qualche metro dal ricevitore si trova un forno a microonde acceso, circostanza piuttosto comune nelle cucine moderne.
I radioastronomi hanno sollevato preoccupazioni per i disturbi che le pur minime perdite dei forni a microonde possono indurre nelle sensibilissime antenne utilizzate per ricevere i segnali a microonde dal cosmo.

## Controversie
Ogni forma di cottura distrugge alcune sostanze nutritive, ma le variabili fondamentali sono la quantità di acqua usata nel corso della cottura, la durata della cottura stessa e la temperatura a cui essa avviene. I forni a microonde convertono la vitamina B12 dalla forma attiva alla forma inattiva, riducendo a circa il 30-40% la vitamina B12 utilizzabile dai mammiferi.
Gli spinaci mantengono quasi tutto il loro acido folico anche se cotti a microonde; al confronto, ne perdono quasi il 77% se cotti sui fornelli, perché il cibo sui fornelli in genere è bollito, cosa che porta alla dispersione dei nutrienti. Le verdure al vapore tendono a conservare più nutrienti se cotte al microonde rispetto alla cottura sui fornelli. Ci sono altri alimenti, come i broccoli ad esempio, dove secondo alcuni studi la cottura a microonde è la peggiore delle tre, quasi del tutto deleteria per alcuni elementi (perdita del 97% dei flavonoidi, del 74% dei derivati dell'acido sinaptico e del 87% dei derivati dell'acido chinico), dove anche la semplice cottura mediante bollitura ottiene risultati migliori, da preferire invece è la cottura a vapore. La pancetta cotta al microonde ha livelli significativamente più bassi di nitrosammine cancerogene rispetto alla pancetta cotta con metodi tradizionali.

### Emissione di radiazioni
Diverse persone sono preoccupate dall'esposizione alle microonde in prossimità di forni a microonde accesi.
Da molti anni tutti i modelli di forni a microonde in commercio hanno una schermatura metallica sia all'interno del forno sia nel vetro del portello.
Negli Stati Uniti il limite di emissione di radiazioni è di 1 mW/cm2 a 5 cm di distanza da un forno nuovo (per un forno usato il limite sale di cinque volte) e difficilmente un forno eccede questo limite. Come confronto, un telefono cellulare GSM può emettere 1 W a 1800 MHz, il che produce un’intensità di campo di 2 mW/cm2 a 5 cm di distanza.